# Памятник альпинистам
Памятник альпинистам (Альпинисты) установлен в Москве на территории Олимпийского комплекса «Лужники». Автор памятника — заслуженный мастер спорта скульптор Евгений Абалаков. Территориально расположен примерно посередине между Большой спортивной ареной и Южным спортивным ядром, к северу от плавательного бассейна, 400 м на северо-запад от метро «Воробьёвы горы».
Памятник сделан из бронзы и гранита и представляет собой скульптурную группу.
Скульптура считается вершиной творчества Евгения Абалакова, воплощением его уникального личного опыта. Это «совершенно новое и глубокое понимание темы покорения вершин, поэтичное и оригинальное….В творчестве Абалакова превалировали темы, где героизм, мужество и отвага преобладают над остальными качествами спортсмена…».